# 153ª Divisione di fanteria "Macerata"
La 153ª Divisione di fanteria "Macerata" fu una grande unità del Regio Esercito durante la seconda guerra mondiale. impiegata nella Campagna dei Balcani sul fronte Jugoslavo. Venne costituita nel dicembre del 1941. Nel 1942 venne inviata in Slovenia come forza di presidio delle zone occupate, e in seguito si trasferì nel maggio 1943 in Croazia, dove ha condotto operazioni anti-partigiane. Si trovava dislocata nella zona di Delnice in Croazia, quando è stata catturata dalle forze tedesche a seguito della resa italiana agli Alleati nel settembre del 1943.

## Storia

### Origini e costituzione dell'unità
Le origini della divisione Macerata risalgono alla brigata di fanteria "Macerata", che fu costituita il 1º marzo 1915 con il 121º Reggimento fanteria e 122º Reggimento fanteria e sciolta nel novembre 1919.

### La seconda guerra mondiale
Il 25 novembre 1941 si costituisce a Forlì la Divisione di fanteria Macerata (153a) che inquadra, oltre al 121º e 122º Reggimento Fanteria della vecchia brigata omonima, anche il 153º Rgt. Artiglieria da Campagna.
Dalla data di costituzione e fino alla fine dell'anno rimane dislocata nella zona di Forlì, Cesena, Bologna, Imola. Nei primi di giugno del 1942 riceve l'ordine di trasferirsi in Slovenia e viene dislocata nella zona di Cocevje - Ribnica. Il 9 giugno viene subito impegnata da nuclei partigiani attivi nella zona e varie località presidiate da reparti della divisione vengono sottoposte ad attacchi. Nei giorni successivi effettua azioni di rastrellamento nelle zone di Nekl - Livold - Vrtace - Rakitnica in risposta alle azioni di guerriglia. La Divisione viene di nuovo attaccata l'11 giugno nel caposaldo Dolga Vas - Salka Vas e il 14 contro i presidi di Mozelj, Kocarji e Crni Porok. In luglio opera nella zona di Sodrazica partecipando ad operazioni di rastrellamento di grande entità con altre unità. In agosto opera contro unità partigiane nel settore di Kriszna e in settembre nella conca di Crnomelj e fino al dicembre continua la sua attività di controllo della zona di giurisdizione con particolare riguardo alle vie di comunicazione.
Nel 1943 la Divisione resta nella zona di Cocevje sempre con compiti di controguerriglia fino a tutto il mese di aprile. Nella primi giorni di maggio si ridisloca in Croazia e assume il controllo della zona di Delnice - Ogulin. Nella seconda metà di maggio effettua rastrellamenti nella zona di Ramensko - Stubica - Drage, località dove si trovavano i partigiani che avevano attaccato la linea ferrata a Ticekvo. In giugno opera per snidare i guerriglieri dalle posizioni di Stari Laz, Rvna Gora, Cerovnik e dalle fortificazioni che erano riusciti a organizzare a Munjava, Rozici e Koceli. Dopo l'8 settembre ripiega dalla zona di Delnice- Ogulin (Croazia) e il 12 viene sciolta a Fiume in conseguenza degli eventi che determinarono l'armistizio.

## Ordine di battaglia
1941
Comandante Generale di Divisione (f. q.) Edoardo Quarra Sito (dal 25 novembre 1941 al 9 marzo 1943)
- 121º Reggimento fanteria "Macerata"
- 122º Reggimento fanteria "Macerata"
- 153º Reggimento artiglieria "Macerata"
- CLIII Battaglione mitraglieri
- 153ª Compagnia cannoni controcarro da 47/32
- CLIII Battaglione Genio
  - 153ª Compagnia mista telegrafisti/marconisti
  - 153ª Compagnia Genio
- 1 Sezione Sanità
- 653ª Autosezione leggera
- 253ª Sezione panettieri
- 1 Sezione CC.RR.

1943
Comandante Generale di Divisione Vincenzo Giardina (dal 10 marzo al 12 settembre 1943)
- Comando della fanteria divisionale (Gen. B. Giovanni De Bonis dal 20 luglio al 9 dicembre 1942, Gen. B. Antonio Cesaretti dal 22 dicembre 1942)
- 121º Reggimento fanteria "Macerata"
- 122º Reggimento fanteria "Macerata"
- 153º Reggimento artiglieria "Macerata"
- CLIII Battaglione mortai da 81
- 153ª Compagnia cannoni controcarro da 47/32
- I Gruppo squadroni carri leggeri "San Giusto"
- CLIII Battaglione Genio